# Президентство Ильхама Алиева

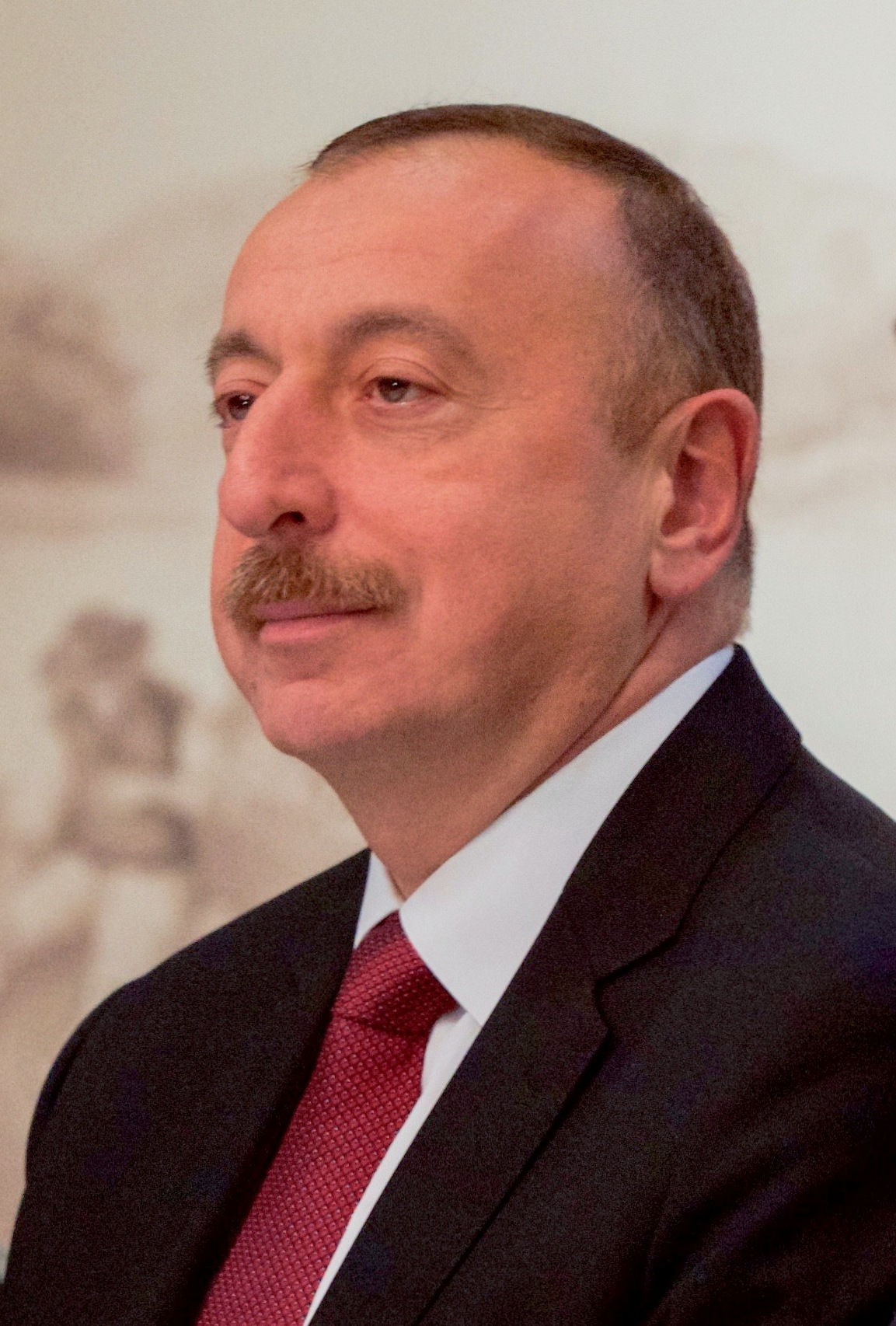
358.976x358.976px

Ильхам Алиев — 4-й президент Азербайджанской Республики. Его президентство началось в 2003 году, после чего ещё четырежды (2008, 2013, 2018, 2024) Ильхам Алиев был избран на пост президента страны.

## Выборы и избрания
15 октября 2003 года в Азербайджане состоялись пятые президентские выборы за историю Республики. В июле того же года ЦИК зарегистрировал кандидатуру Гейдара Алиева, который на тот момент исполнял свой второй срок президентства. Так же Ильхам Алиев выдвинул свою кандидатуру. Кроме Алиевых на выборах участвовали лидеры оппозиционной партии Мусават Иса Гамбар, партии национальной независимости Азербайджана Этибар Мамедов, партии Национальное единство Лала Шевкет, партии Справедливость Ильяс Исмаилов, партии Гражданской солидарности Сабир Рустамханлы, партии Народного фронта Азербайджана Гудрат Гасангулиев и партии Современный Мусават Хафиз Гаджиев. 2 октября по состоянию здоровья Гейдар Алиев снял свою кандидатуру в пользу сына. Победу на выборах одержал Ильхам Алиев. Об этом объявил 28 октября Конституционный суд Азербайджана.
| Кандидат     | Число голосов       |
| Ильхам Алиев | 1,860,346 (76.84 %) |
| Иса Гамбар   | 372,385 (13.97 %)   |
| Лала Шевкет  | 100,558 (3.62 %)    |

31 октября 2003 года во дворце «Республика» прошла церемония инаугурации Ильхама Алиева, на котором приняли участие депутаты Милли Меджлиса, представители политических партий, общественных организаций, военнослужащие, религиозные деятели, а также представители зарубежных стран — Президент Грузии Эдуард Шеварднадзе, председатель Совета Федерации Федерального Собрания России Сергей Миронов, заместитель премьер-министра Турции Абдуллатиф Шенери, вице-президент Ирана Сейид Мохаммадали Абтахи и премьер-министр Украины Виктор Янукович.
В 2008 году президентские выборы в Азербайджане прошли 16 октября. Голосование проходило между 7 кандидатами из 6 партий (1 кандидат независимый): Ильхам Алиева из правящей партии «Ени Азербайджан», Игбал Агазаде из оппозиционной партии «Надежда», Фазиль Газанфароглу из партии «Великое Созидание», Гудрет Гасангулиев из партии «Народный фронт целостного Азербайджана», Хафиз Хаджиев из партии «Современный Мусават», Фуад Алиев из Либерально-демократической партии и независимый кандидат Гуламгусейн Алибейли. В ходе голосований Ильхам Алиев набирал от 82,6 до 85,7 % голосов. Победителем президентских выборов в Азербайджане стал Ильхам Алиев, набрав 88,73 % голосов.
| Кандидат            | Число голосов |
| Ильхам Алиев        | 88,73 %       |
| Игбал Агазаде       | 2,86 %        |
| Фазиль Газанфароглу | 2,47 %        |

24 октября 2008 года, во дворце им. Гейдара Алиева состоялась церемония инаугурации президента Ильхама Алиева, которого 15 октября всенародным голосованием избрали на второй срок. На церемонии президент рассказал о совершенной работе за предыдущие 5 лет, а также о планах на будущие 5 лет. На мероприятии приняли участие представители других партий Азербайджана, президент Грузии, глава администрации президента Российской Федерации Сергей Нарышкин, вице-премьер Турции Джамиль Чичек и другие зарубежные представители.
9 октября 2013 года в Азербайджане прошли седьмые президентские выборы. Изначально выборы были запланированы на 16 октября, но в связи с совпадением с Курбан Байрамы, первые были перенесены на неделю ранний срок. Кандидатов было 21, но из них только 10 официально зарегистрировались: Ильхам Алиев из партии «Новый Азербайджан», Джамиль Гасанли из партии «Национальный совет демократических сил», Хафиз Гаджиев из партии «Современный мусават», Игбал Агазаде из партии «Надежда», Ильяс Исмаилов из партии «Справедливость», Фарадж Гулиев из партии «Национальное движение возрождения», Гудрат Гасангулиев из партии «Народного фронта Азербайджана», Араз Ализаде из Социал-демократической партии Азербайджана, Сардар Мамедов из Демократической партии Азербайджана и Захид Орудж — независимый кандидат. Впервые ЦИК решил создать возможность вести бесплатную агитацию в эфире телевидения и радио. В неделю 6 часов (по 3 часа на ТВ и радио), по часу в чётные дни недели за «круглым столом» кандидаты вели дебаты. Победу на выборах одержал действующий президент страны Ильхам Алиев, набрав 84,54 % всех голосов.
| Кандидат        | Число голосов       |
| Ильхам Алиев    | 3,126,113 (84.54 %) |
| Джамиль Гасанли | 204, 642 (5.53 %)   |
| Игбал Агазаде   | 88, 723 (2.40 %)    |

19 октября 2013 года, в Парламенте (Милли Меджлис) Азербайджана состоялась церемония инаугурации Ильхама Алиева, который по результатам голосования, прошедшего 9 октября, был избран на пост президента страны.
11 апреля 2018 года состоялись досрочные президентские выборы, которые должны были пройти в октябре этого же года, но указом Президента от 5 февраля 2018 года были перенесены. Победу на досрочных президентских выборах одержал Ильхам Алиев, набрав 86,22 % голосов.
| Кандидат           | Число голосов         |
| Ильхам Алиев       | 3, 192, 252 (86,22 %) |
| Захид Орудж        | 115, 462 (3,11 %)     |
| Гудрат Гусангулиев | 112, 915 (3,05 %)     |

18 апреля, в здание азербайджанского парламента состоялась церемония инаугурации переизбранного президента с участием официальных лица азербайджанского государства, член правительства, депутатов парламента и членов семьи президента.
В 2019 году французский исследовательский институт OpinionWay провел опрос среди азербайджанского народа, затронув процессы произошедшие в стране в течение года после последних президентских выборов. По результатам опроса больше 85 % участников положительно отозвались о деятельности Ильхама Алиева.

## Внутренняя политика
Вступив на должность президента Ильхам Алиев занялся всесторонним развитием страны. Одним из первых подписанных документов стало Распоряжение «О мерах по ускорению социально-экономического развития Азербайджанской Республики», а также «Об утверждении социально-экономического развития регионов Азербайджанской Республики (2004—2008 гг.)». В рамках второго документа в первый же год программы были открыты 27 крупных и средних предприятий, а рабочих мест — свыше 135 тыс..
В 2004 году утвердил закон «Долгосрочная стратегия управления нефтяными и газовыми доходами (2005—2025 гг.)», который предусматривал направление дохода с нефтяного сектора на развитие ненефтяного сектора.
26 октября 2005 года подписал Распоряжение об утверждении «Стратегии занятости Азербайджанской Республики (2006—2015 гг.)», которое предусматривало обеспечение рационального использования всех, а именно трудовых ресурсов для построения экономически сильного общества.
19 января 2006 года Президентом Ильхамом Алиевым был подписан указ о модернизации судебной системы, в рамках которого в регионах были созданы новые суды, а также новые апелляционные суды в 6 регионах. Региональные апелляционные суды состоят из 4-х коллегий — гражданской, уголовной, военной и административно-экономической.
В 2007 году дважды подписал указ о помиловании ряда осужденных лиц, в результате чего больше 200 заключённых были освобождены или же их наказания были смягчены.
Ссылаясь на «Цели развития тысячелетия» ООН 15 сентября 2008 года Ильхам Алиев подписал Распоряжение об утверждении «Государственной программы сокращения бедности и устойчивого развития в Азербайджанской Республике в 2008—2015 годах».
В 2009 году утвердил «Государственную Программу по социально-экономическому развитию регионов Азербайджанской Республики в 2009—2013 гг.», что сыграло важную роль в расширении предпринимательской деятельности и соответственно в открытие новых рабочих мест. Данная программа была направлена на улучшение благосостояния и уменьшение уровня бедности населения. В 2011 году в Азербайджане было создано 5,1 тыс. новых предприятий, и 72,4 тыс. постоянных рабочих мест. В рамках данной программы была развита инфраструктура: в регионах было построено 18 новых мостов и туннелей, отремонтированы и построены в общей сложности больше 600 км дорог. Программа включала также обеспечение регионов страны электричеством, газом и теплом. Впервые в Азербайджане, на территории Гобустанского района были построены и введены в эксплуатацию экспериментальный полигон гибридного типа. 8 апреля 2011 года Президент подписал указ «О списании долгов населения по обеспечению питьевой водой и канализационными услугами», в результате которого были списаны долги населения на сумму 294,2 млн манат.
Согласно указу Президента от 11 августа 2010 года была утверждена «Государственная программа по развитию связи и информационных технологий в Азербайджанской Республике на 2010—2012 годы».
15 ноября 2011 года подписал Распоряжение об утверждении «Государственной Программы по реализации Стратегии занятости Азербайджанской Республики (2011—2015 гг.)», что являлось вторым этапом в рамках программы «Стратегии занятости Азербайджанской Республики (2006—2015 гг.)».
28 февраля 2012 в Баку состоялась конференция, посвященная итогам третьего года реализации «Государственной Программы по социально-экономическому развитию регионов Азербайджанской Республики в 2009—2013 гг.». Ильхам Алиев принял участие на конференции. В ходе обсуждений были отмечены достигнутые цели и планы на дальнейшее содействие развитию и реализации программы.
Указом Президента Азербайджанской Республики от 13 июля 2012 года № 685 «О создании Государственного агентства по услугам гражданам и социальным инновациям при Президенте Азербайджанской Республики и о мерах усовершенствования услуг, предоставляемых гражданам» были созданы центры «АSAN». 5 сентября 2012 года Ильхам Алиев подписал ещё один указ «Об обеспечении деятельности Государственного агентства по услугам гражданам и социальным инновациям при Президенте Азербайджанской Республики», который подразумевал расширение осуществляемых в центрах «ASAN xidmət» видов услуг и электронных услуг.
29 декабря 2012 года подписал Указ об утверждении Концепции развития «Азербайджан 2020: взгляд в будущее».
17 января 2013 года издал указ о создании Организационного комитета по проведению в 2015 году в Баку первых Европейских игр.
В 2013 году с целью расширения области изучения и пропаганды азербайджанского языка Ильхам Алиев в рамках Концепции Развития «Азербайджан — 2020: Взгляд в Будущее» утвердил «Государственную программу по использованию азербайджанского языка в условиях глобализации в соответствии с требованиями времени и развитием языкознания в стране». В программу входили 5 приоритетных задач: усовершенствование нормативно-правовой баз, расширение преподавания языка, расширение применения языка, пропаганда языка в средствах массовой информации и применение информационно-коммуникационных технологий в области изучения и пропаганды языка.
14 февраля 2013 подписал Распоряжение о «Создании Организационного комитета по проведению в городе Баку в 2015 году Кубка мира по шахматам и в 2016 году Всемирной шахматной олимпиады». В указе также был уточнён состав комитета.
13 февраля 2014 года Ильхам Алиев с целью обеспечения прозрачности, эффективности и ускорения процесса подписал Указ о создании «Электронного Суда» и дал соответствующие распоряжения Кабинету Министров.
14 февраля 2014 года, с целью обеспечения развития азербайджанской культуры и её успешной интеграции в мировую культуру, подписал указ об утверждении «Концепции культуры Азербайджанской Республики».
19 января 2015 года подписал распоряжение oб утверждении "Плана действий, связанных с осуществлением «Государственной стратегии по развитию образования в Азербайджанской Республике»
13 мая 2015 года принял участие в открытии Велопарка. В рамках церемонии президент ознакомился с генеральным планом Велопарка и встретился с членами велосипедной команды.
18 сентября 2015 года подписал Распоряжение о формировании Организационного комитета по проведению IV Игр исламской солидарности.
4 мая 2016 года в рамках «ASAN xidmət» подписал Указ о создании центров «ASAN Kommunal», которые предусматривают осуществление коммунальных и других клиентских услуг.
В сентябре 2016 года с целью сформировать и обеспечить дальнейшее развитие туризма в стране подписал распоряжение «О дополнительных мерах по развитию туризма в Азербайджанской Республике», на основе которого был создан Совет по Туризму.
17 октября 2016 года в Центре Гейдара Алиева был устроен официальный прием, посвященный 25-й годовщине восстановления государственной независимости Азербайджанской Республики. Ильхам Алиев принял участие на приеме и выступил с речью:
«Двадцать пять лет — большая история. Мы уже доказали всему миру, что можем жить независимо и успешно. Наглядным подтверждением тому служат наши хорошеющие города, благоустраивающиеся регионы и один из самых красивых городов мира — Баку. Мы и дальше будем идти по этому пути, проводить независимую политику. Мы будем идти вперед, опираясь на волю народа. Наша независимость необратима, вечна. Желаю всему азербайджанскому народу новых успехов в укреплении нашей независимости».
17 ноября 2017 года подписал распоряжение о проведении 10-летней годовщины «Бакинского процесса».
10 января 2018 подписал распоряжение oб объявлении 2018 года в Азербайджанской Республике «Годом Азербайджанской Демократической Республики», а 18 января o проведении мероприятий в память о «100-летии геноцида азербайджанцев 1918 года».
29 января 2018 года принял участие и выступил на конференции, посвященной итогам четвертого года реализации Государственной программы социально-экономического развития регионов в 2014—2018 годах.
8 февраля 2018 года в Центре Гейдара Алиева начал работу VI съезд Партии «Ени Азербайджан». Председатель партии Ильхам Алиев принял участие на съезде и выступил с речью.
9 февраля 2018 года подписал распоряжение oб утверждении «Государственной программы по развитию рисоводства в Азербайджанской Республике на 2018—2025 годы», 12 февраля «Государственной программы по развитию чаеводства в Азербайджанской Республике на 2018—2027 годы».
1 августа президент принял участие в церемонии предоставления квартир и автомобилей инвалидам Карабахской, Великой Отечественной войн, Чернобыля и семьям шехидов в поселке Локбатан Гарадагского района Баку. В целом было предоставлено 35 квартир и 136 легковых автомобилей.
6 ноября 2018 года по указу Президента Азербайджанской Республики в подчинении Министерства транспорта, связи и высоких технологий Азербайджанской Республики было создано Агентство по инновациям.
12 ноября 2018 года в Баку состоялось открытие административного здания Центра развития электронного правительства в подчинении Государственного агентства по оказанию услуг гражданам и социальным инновациям при Президенте Азербайджанской Республики.
3 апреля 2019 года был подписан закон «Об углублении реформ в судебной системе», после чего также были внесены соответствующие изменения в Уголовный кодекс Азербайджана и закон «О Конституционном кодексе Азербайджана».
19 марта 2021 года в связи с пандемий коронавируса указом Президента в Азербайджане начал функционировать Фонд поддержки борьбы с коронавирусом и из резервного фонда президента на борьбу с COVID-19 было дополнительно выделено 20 миллионов манатов. Кроме того из государственного бюджета страны выделен один миллиард манатов и Ильхам Алиев пожертвовал годовую зарплату на борьбу с распространением коронавирусной инфекции.
На январь 2022 года минимальная зарплата составила 300 манат, а среднемесячная увеличилась на 11 % по сравнению с предыдущим годом и составила 765,9 маната. На 1 апреля 2022 года среднемесячный размер пенсий составил 363 маната, а среднемесячный размер пенсий по возрасту — 394 манатов. С 1 января 2023 года минимальная зарплата составила 345 манат, а минимальный размер пенсий увеличес с 240 манатов до 280 манатов.

## Нефтяная дипломатия
3 февраля 2004 года в Баку, во Дворце «Гюлюстан» с участием президентов Азербайджана, Грузии и Турции состоялась церемония подписания документов о финансировании проекта Баку-Тбилиси-Джейхан. 16 октября того же года Ильхам Алиев принял участие в церемонии объединения на азербайджано-грузинской границе азербайджанской и грузинской частей основного транспортного нефтепровода Баку-Тбилиси-Джейхан.
12 июля 2006 года в Стамбуле состоялась встреча президентов Азербайджана, Грузии и Турции основной темой которой был транспортный нефтепровод Баку-Тбилиси-Джейхан, а также сотрудничества между Азербайджаном, Грузией и Турцией. в других областях. 13 июля 2006 года торжественной церемония открытия трубопровода Баку-Тбилиси-Джейхан.
По Распоряжению Ильхама Алиева от 2 апреля 2010 года «О совершенствовании механизмов управления в нефтехимической промышленности» государственная компания «Азерикимья» перешла в подчинение ГНКАР (SOCAR).
20 сентября 2014 года в Баку состоялась торжественная церемония, посвященная 20-летию «Контракта века» и закладке фундамента Южного газового коридора. На церемонии наряду с президентом Азербайджана Ильхамом Алиевым, также присутствовали президент Болгарии Росен Плевнелиев, премьер-министр Грузии Ираклий Гарибашвили, премьер-министр Греции Антонис Самарас, премьер-министр Монтенегро Мило Джуканович и другие зарубежные представители.
17 сентября 2017 года с участием Ильхама Алиева был подписан «Новый контракт века», согласно которому Азербайджан и международный консорциум нефтяных компаний договорились о продлении Контракта века — о совместной разработке трех нефтяных месторождений-«Азери», «Чираг» и «Гюнешли» в азербайджанском секторе Каспийского моря до 2050 года. Прежний контракт был действителен до 2024 года. В новом договоре Государственная нефтяная компания Азербайджанской Республики (SOCAR) повысила свою долю с 11 % до 25 %. На церемонии подписания договора Ильхам Алиев наградил орденом Дружбы генерального директора компании BP Роберта Дадли.
29 мая 2018 года в Баку дал старт началу первого этапа Южного газового коридора, спустя несколько дней после чего вместе с президентами Турции и Украины принял участие на открытие Трансанатолийского газопровода в Эскишехире.

## Конфликт в Нагорном Карабахе
2 ноября 2008 года президентами Азербайджана, Армении и России была подписана декларация, согласно которому стороны договорились проводить совместную работу над улучшением ситуации на Кавказе, в том числе урегулированием нагорно-карабахского конфликта путём прямого диалога между Азербайджаном и Арменией при посредничестве России, США и Франции.
24 июня 2011 года Армения и Азербайджан провели переговоры в российском городе Казани, в ходе которых обсуждалась возможность прекращения Карабахского конфликта.

В 2016 году произошли столкновения в Нагорном Карабахе между вооружёнными силами Армении и Азербайджана. Министерство обороны Азербайджана заявило о занятии нескольких стратегических высот, населенных пунктов в Карабахе, в том числе высоты Лелетепе на физулинском направлении.

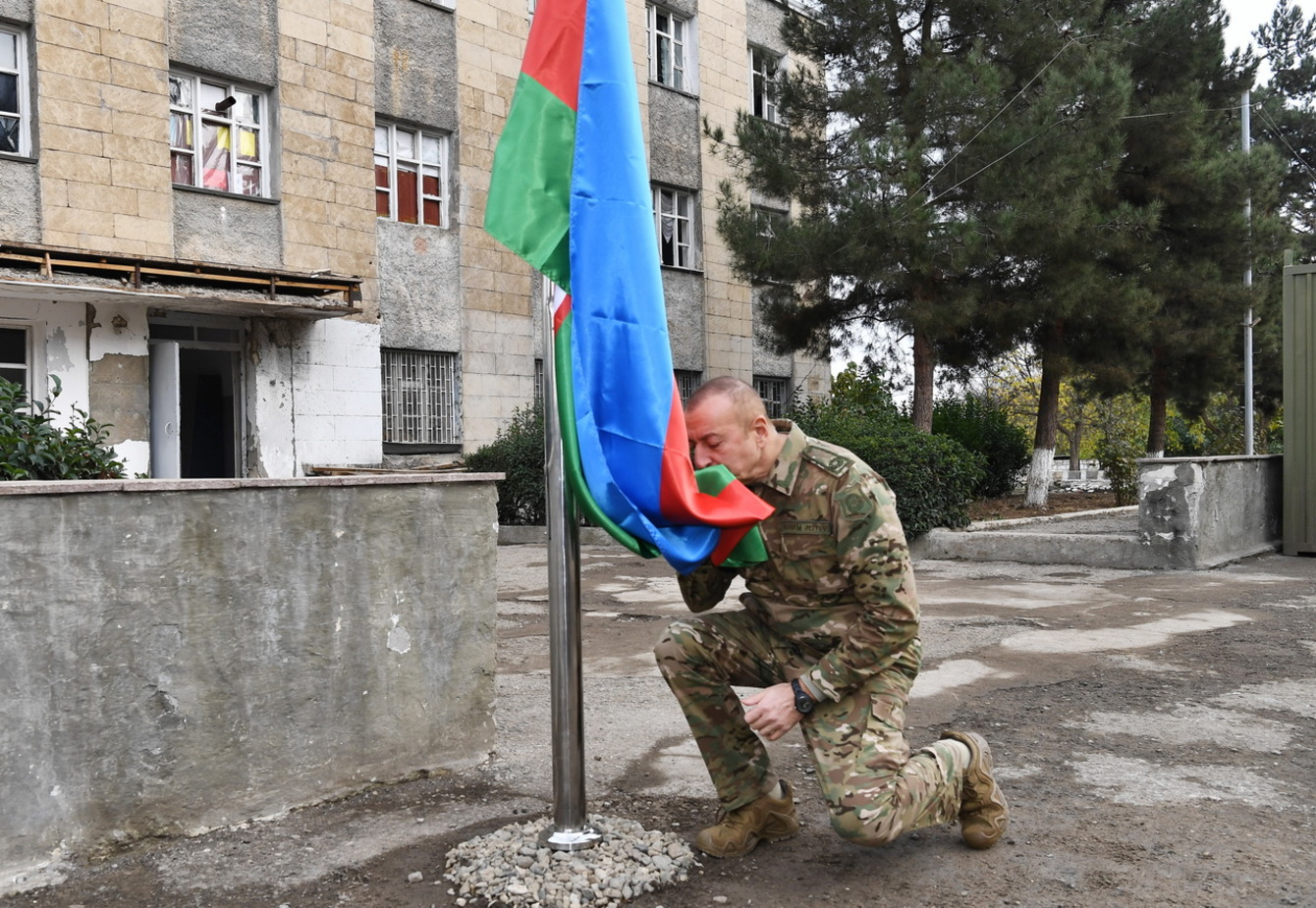
Президент Азербайджана поднял флаг в городе Физули (16 ноября, 2020)

29 марта 2019 года в Вене при посредничестве сопредседателей Минской группы ОБСЕ состоялась первая официальная встреча Президента Азербайджана и премьер-министра Армении Никол Пашиняна.
12-16 июля 2020 года произошли столкновения на армяно-азербайджанской границе в области Тавуш Армении и Товузским районом Азербайджана.

### Вторая карабахская война
27 сентября 2020 года возобновились бои в Нагорном Карабахе, ставшие самыми масштабными за последние годы. В ходе боёв под контроль азербайджанских сил перешли территории Джебраильского, Физулинского, Зангеланского, Кубатлинского, а также некоторые территории Ходжавендского и Ходжалинского районов, посёлок Гадрут, село Суговушан, вершина Муровдаг и город Шуша. Азербайджан полностью восстановил контроль всей азербайджано-иранской границы. 

Ильхам Алиев устанавливает бюст Узеира Гаджибекова в Шуше

Столкновения длились до 10 ноября, когда главы России, Армении и Азербайджана приняли совместное заявление о прекращении огня в Нагорном Карабахе, согласно которому территории, которые за 44 дня были взяты под контроль Азербайджанской армии оставались на стороне Азербайджана, кроме того Кельбаджарский район передавался Азербайджану до 25 ноября, Агдамский район — до 20 ноября, а до 1 декабря — Лачинский район.
16 ноября он посетил взятые под контроль армии города Физули и Джебраил, 23 ноября побывал в освобожденном Агдаме, а 23 декабря — в Губадлы и Зангилан.
10 декабря 2020 года на Площади Свободы в Баку состоялся военный парад в честь победы Азербайджана, на котором приняли участие более 3 тысяч военнослужащих и была показана часть военных трофеев.
11 января 2021 года в Москве состоялась трехсторонняя встреча между Президентом России, Президентом Азербайджана и премьер-министром Армении.
15 января Президент вместе с супругой Мехрибан Алиевой и дочерью Лейлой Алиевой посетили город Шушу, где была произнесена речь, а также установлены памятники композитору Узеиру Гаджибекову, поэтессе Хуршидбану Натаван и певцу Бюльбюлю.

## Внешняя политика

### Отношения с Америкой
28 апреля 2006 года в Вашингтоне, в Белом доме, состоялась встреча Ильхама Алиева и Президента Соединенных Штатов Америки Джорджа Буша. На встрече стороны обговорили реализацию проекта Баку-Тбилиси-Джейхан, а также ситуацию в регионе и на международной арене.
29 мая 2013 года в Баку прошёл азербайджано-американский форум «Взгляд в будущее», на открытие которого принял участие Ильхам Алиев.
В апреле 2016 года Ильхам Алиев принял участие на V Саммите по ядерной безопасности в Вашингтоне, в рамках которого состоялась встреча президента с госсекретарём США Джоном Керри. Стороны обсудили важность борьбы с терроризмом, и Джон Керри упомянул участие Азербайджана в миротворческой миссии в Афганистане. За день до этого Ильхам Алиев встретился с вице-президентом США Джо Байденом. На встрече были обсуждены перспективы дальнейшего расширения двусторонних отношений во всех областях, также в экономической сфере.
21 сентября 2017 года в Нью-Йорке, в рамках 72-й Ассамблеей ООН Ильхам Алиев встретился с президентом США Дональд Трампом.
5 апреля 2018 года состоялась церемония открытия министерской конференции Движения неприсоединения на тему «Поощрение международного мира и безопасности во имя устойчивого развития» с участием Алиева, на котором было утверждено организация XVIII саммита Движения 2019 года в Баку.
10 августа 2018 года Алиев принял делегацию во главе с председателем постоянного специального комитета по разведке Палаты представителей Конгресса США Девином Нуньесом.

#### Отношения с ООН
В марте 2006 года Ильхам Алиев в рамках сотрудничества с ЮНИСЕФ утвердил государственную программу (2006—2015) о передаче детей из детских домов в семьи и альтернативной заботе.
4 мая 2012 года, в штаб-квартире ООН в Нью-Йорке с участием Ильхама Алиева прошло заседание Совета Безопасности, посвященное борьбе с терроризмом.
28 апреля 2015 года, в Баку начал работу Глобальный Форум открытых Обществ, на котором принял участие Ильхам Алиев.
17 ноября 2015 года в Париже, Ильхам Алиев и супруга Мехрибан Алиева приняли участие на Форуме лидеров 38-й сессии Генеральной конференции ЮНЕСКО, на котором президент выступил с речью.
18 февраля 2017 года Ильхам Алиев в рамках визита в Мюнхен, встретился с генеральным секретарем ООН Антониу Гутерришем. Это была первая их встреча после избрания второго генеральным секретарем. 4-6 мая, в Баку прошёл 4-й Всемирный Форум межкультурного диалога, на котором принял участие Ильхам Алиев. 18 сентября того же года Ильхам Алиев прибыл с визитом в Нью-Йорк для участия в Генассамблее ООН, на котором 20 сентября выступил с речью.
В марте 2020 года по поручению президента правительство Азербайджанской Республики в рамках «Плана стратегической подготовки и ответа» ВОЗ оказал помощь ВОЗ в связи с коронавирусом в размере 5 млн долларов США.

### Отношения с Европой
Вскоре после вступления на пост, 10 декабря 2003 года Ильхам Алиев принял участие на Всемирном саммите по информационному обществу в Женеве. В рамках саммита Ильхам Алиев встретился с Президентом Македонии Борисом Трайковским, с Президентом Кыргызстана Аскаром Акаевым, с Президентом Армении Робертом Кочаряном, с Генеральным Директором отделения ООН и другими зарубежными представителями.
Первый официальный визит во Францию Ильхам Алиев совершил в январе 2004 года. В июне того же года во время Стамбульского саммита НАТО и в сентябре в рамках делового визита во Францию Ильхам Алиев проводил встречи с Жаком Шираком.
В феврале 2004 года президенты Азербайджана и России, Ильхам Алиев и Владимир Путин подписали Московскую декларацию, в котором подробно изложены азербайджано-российских отношений.
24-26 февраля 2005 года состоялся официальный визит в Италию Ильхама Алиева, который встретился с руководством государства Италии и принял участие в бизнес-форуме «Представление Азербайджана», которое было организовано Институтом внешней торговли Италии. В рамках визита были подписаны новые соглашения между Италией и Азербайджаном в связи с сотрудничеством в области таможни, информации, телекоммуникации, спорта, культуры, муниципалитета, юстиции.

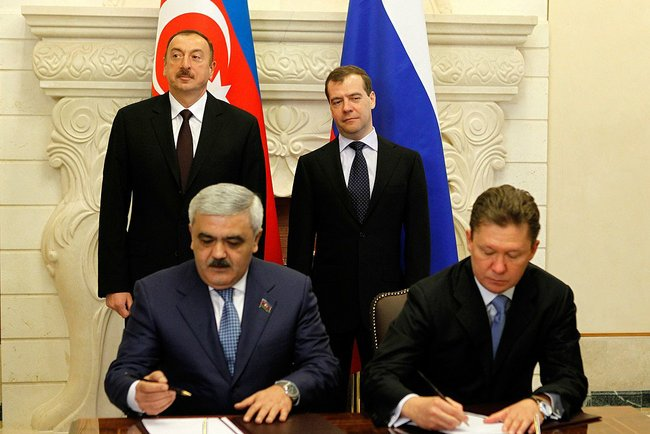
В присутствии Дмитрия Медведева и Ильхама Алиева, представители подписали соглашение между по купле-продаже природного газа, январь 2012 год

29 января 2007 года в Париже состоялась церемония вручения ордена «Командир Большого креста Почетного легиона» Ильхаму Алиеву, который в свою очередь вручил ордена «Гейдар Алиева» президенту Франции Жаку Шираку.
9 марта 2007 года во Дворце Гейдара Алиева состоялся I Форум руководителей мировых азербайджанских и турецких диаспорских организаций, на котором приняли участие Ильхам Алиев и премьер-министр Турции Реджеп Тайиб Эрдоган.
В январе 2012 года в Сочи состоялась встреча Ильхама Алиева и Президента России Дмитрия Медведева, при участии которых между Азербайджаном и Россией было подписано дополнительное соглашение к контракту по купле-продаже природного газа.
4 февраля 2012 года Ильхам Алиев принял участие на обсуждении темы «Энергия, ресурсы и окружающая среда: новые параметры безопасности» на Мюнхенской конференции по безопасности.
11 мая 2014 года в рамках официального визита президента Франции Франсуа Олланда в Азербайджане, вместе с Ильхам Алиевым ознакомились со строительством Бакинского французского лицея.

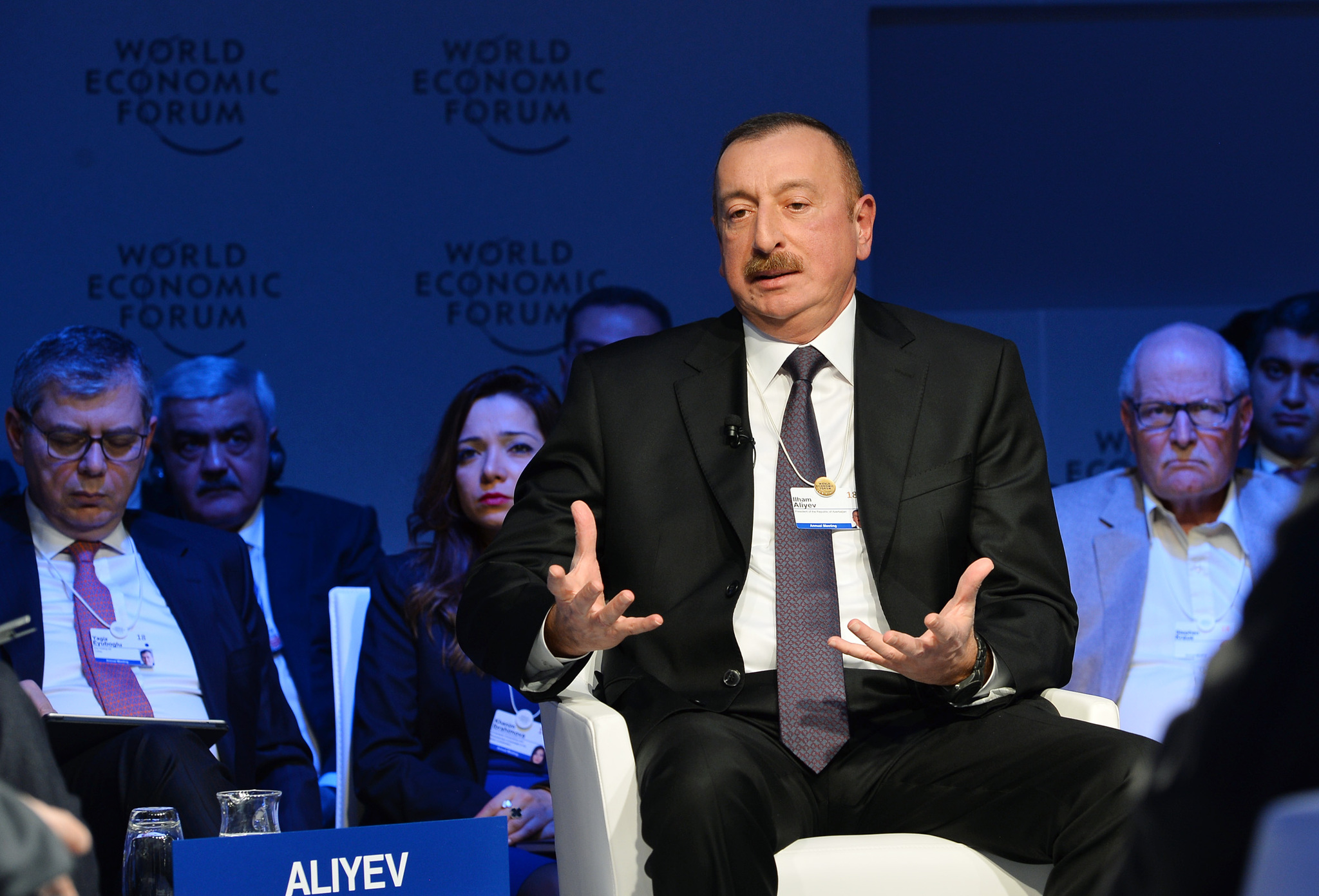
Ильхам Алиев во время обсуждения на Всемирном Экономическом Форуме в Давосе, январь 2018 год

В июне 2015 года по приглашению Ильхама Алиева Владимир Путин и Реджеп Тайип Эрдоган принял участие на церемонии открытия Европейских Игр в Баку.
В январе 2016 года в Швейцарии, в Давосе состоялся Всемирный экономический форум, на котором принял участие Ильхам Алиев. В рамках форума президент провёл ряд встреч, а также принял участие в сессии на тему «Новый энергетический баланс».
В январе 2018 года Ильхам Алиев совершил очередной визит в Давос для участия во Всемирном экономическом форуме, в рамках которого осуществил встречи с генеральным секретарем Организации стран-экспортеров нефти (ОРЕС) Мухаммедом Баркиндо, с премьер-министром Грузии Георгием Квирикашвили, вице-президентом компании Microsoft Мишель Ван Дер Белем и другими высокопоставленными лицами. Президент принял участие в обсуждениях на тему «Стратегические перспективы: Евразия», на которых глава государства рассказал о реализованных реформах, проектах, а также о будущих планах.
29 января 2018 года Ильхам Алиев подписал распоряжение об утверждении Рабочей программы между Министерством образования Азербайджанской Республики и Министерством человеческих ресурсов Венгрии на 2018—2020 годы.
21 мая после вместе с делегацией президент Сербии Александр Вучич совершил визит в Баку, в рамках которого была проведена встреча с ним. Президенты двух стран подписали азербайджано-сербские документы.

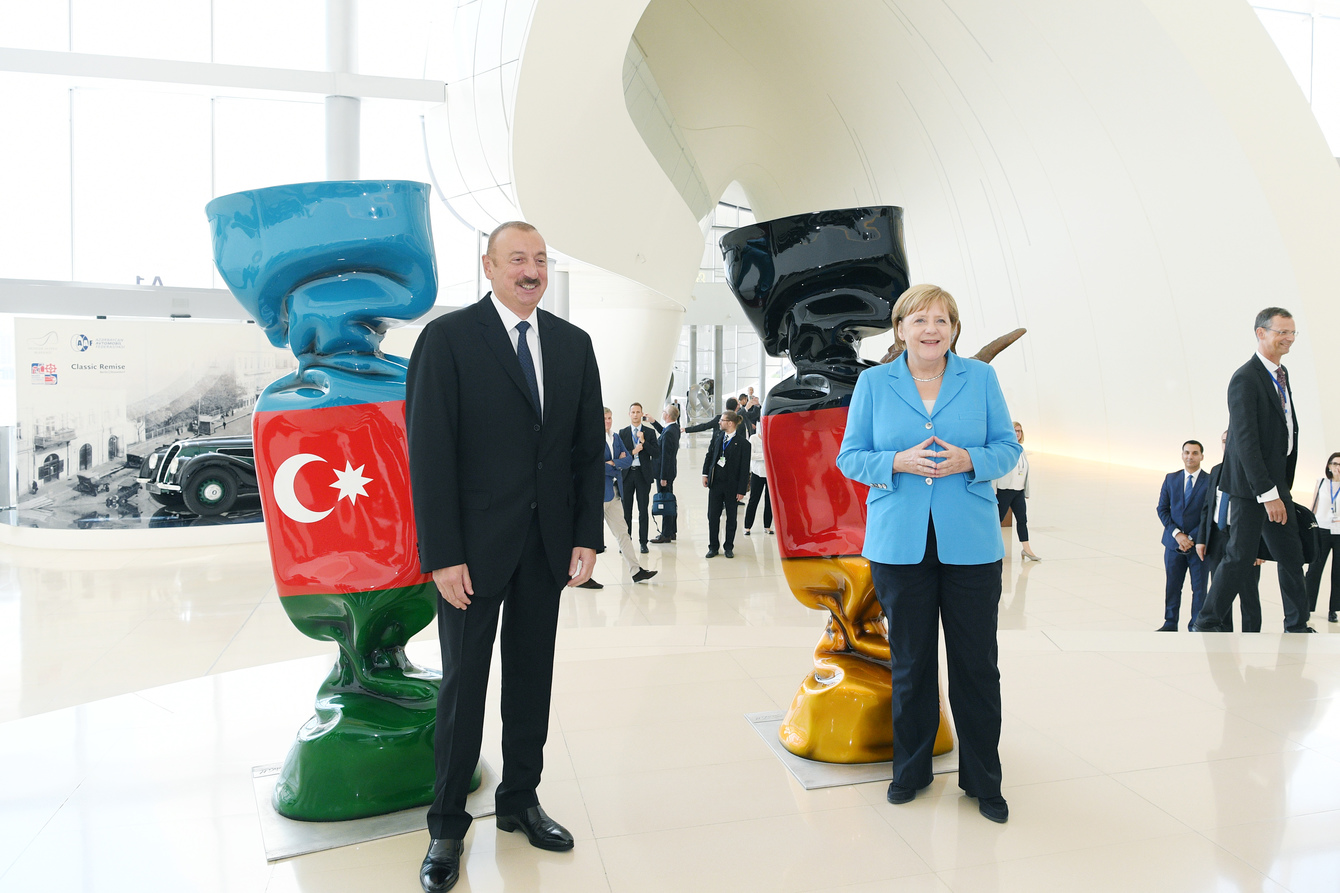
Ильхам Алиев и Ангела Меркель на встрече с бизнесменами в Центре Гейдара Алиева в Баку

17 июля с официальным визитом в Баку прибыл президент Италии Серджио Маттарелла, с которым состоялась встреча Ильхама Алиева. В рамках официального визита также состоялась церемония награждения. По распоряжению президента Азербайджана за особые заслуги в развитии дружественных связей и сотрудничества между Азербайджаном и Италией Серджо Маттарелле была присуждена высшая государственная награда Азербайджана — орден «Гейдар Алиев», за заслуги в укреплении гуманитарного сотрудничества двух стран дочери президента Лауре Маттарелле — орден «Шохрат», а министру иностранных дел и международного сотрудничества Италии Энцо Моаверо-Миланези за укрепление межгосударственных отношений был выдан орден «Достлуг». Президенты также приняли участие в итальянском бизнес-форуме, который состоялся в Баку.
20 июля в рамках официального визита Ильхама Алиева в Париж состоялась его встреча с президентом Франции Эмманюэлем Макроном в Елисейском дворце, а также с председателем Национальной ассамблеи Франции Франсуа де Рюжи.
25 августа 2018 года, в рамках официального Визита на Южный Кавказ, в Баку состоялась встреча президента Азербайджана и Федерального канцлера Федеративной Республики Германия Ангелы Меркель.
1 сентября 2018 года состоялась официальная встреча Ильхама Алиева с Владимиром Путином в рамках визита первого в Российскую Федерацию. В ходе визита были подписаны совместное заявление об экономическом сотрудничестве и пакет межправительственных и коммерческих документов.
19 октября 2018 года в турецком городе Измир состоялась церемония открытия нефтеперерабатывающего завода Star, на котором приняли участие Ильхам Алиев и Реджеп Тайип Эрдоган. В строительство завода Азербайджан вложил $6,3 млрд.
В мае 2020 года Азербайджан ответила на запрос министра безопасности Боснии и Герцеговины Фахрудина Радончича и перевела 538 910 евро на субсчет Министерства безопасности Боснии и Герцеговины, который был открыт для пожертвований в борьбе с пандемией COVID-19. Также Азербайджан предоставил Украине 23 тонны гуманитарной помощи для борьбы с коронавирусом, договоренность о которой была достигнута в ходе телефонного разговора президентов, состоявшейся в марте.
22 февраля 2022 года была подписана Московская декларация о союзническом взаимодействии между Россией и Азербайджаном в честь 30-летия установления дипломатических отношений.
27 февраля в связи с чрезвычайным положением Азербайджан направил в Украину первую гуманитарную помощь на сумму шесть миллионов евро.

#### V Саммит прикаспийских стран
V Саммит глав государств прикаспийских стран состоялся 12 августа 2018 года в городе Казахстана, Актау. В рамках саммита президенты Азербайджана, Казахстана, России, Ирана и Туркменистана подписали конвенцию о правовом статусе Каспийского моря. Согласно договору разграничение дна Каспия будет проводиться по озёрному принципу, а поверхности — по морскому. Одним из важных пунктов конвенции стало недопущение присутствия на Каспии вооруженных сил внерегиональных держав. Всё остальное — судоходство, рыболовство, научные исследования и прокладка магистральных трубопроводов будет осуществляться соблюдая на основе консенсуса четкие правила коллективного использования Каспия. В рамках прикаспийского саммита также состоялись двусторонние встречи Алиева с президентами Казахстана Нурсултаном Назарбаевым и Ирана Хасаном Роухани. После Саммита главы государств приняли участие в церемонии выпуска молоди осетра в Каспийское море.

#### Отношения с НАТО
12-14 января 2004 года в Баку была проведена конференция по планированию учения НАТО под названием «Cooperative Best Effort». А 14-19 июля в Баку была проведена «Неделя НАТО». 5 ноября 2004 года Генеральный Секретарь НАТО господин Яп Де Хоп Схеффер посетил Азербайджан с визитом и встретился с президентом страны.
8 ноября 2006 года посетил штаб-квартиру НАТО, чтобы обсудить отношения между НАТО и Азербайджаном, а также вопросы региональной безопасности. Алиев в рамках визита встретился с Генеральным секретарем НАТО Япом де Хоп Схеффером, выступил в Североатлантическом совете и обговорил с генеральным секретарём пути дальнейшего развития сотрудничества в рамках Индивидуального плана действий партнерства, который Азербайджан подписал с НАТО в 2005 году.
29 апреля 2009 года Ильхам Алиев совершил очередной визит в штаб-квартиру НАТО и перед заседанием Североатлантического совет провел двухстороннюю встречу с генеральным секретарём НАТО. Главными темами обсуждения стали обстановка в регионе, энергетическая безопасность и дальнейшее развитие отношений между международной организацией и Азербайджаном.
15 февраля 2012 года президент вновь посетил штаб-квартиру НАТО и встретился с Генеральным секретарем НАТО Андерсом Фогом Расмуссеном. В ходе обсуждений Генеральный секретарь поблагодарил Алиева за поддержку Афганских национальных сил безопасности. 7 сентября этого же года Андерс фог Расмуссена совершил свой первый визит в Азербайджан, Баку, в рамках которого посетил Азербайджанскую дипломатическую академию. Были проведены переговоры с Ильхам Алиевым. Генеральный секретарь отметил участие Азербайджана в миссии под руководством НАТО в Афганистане и выразил признательность Североатлантического союза за дополнительную поддержку операциям НАТО.
В 2014 году исполнялось 20-летие членства Азербайджана в программе «Партнерство ради мира» и в связи с этим в январе Ильхам Алиев совершил визит в Брюссель и выступил на пресс-конференции.
23 ноября 2017 года Ильхам Алиев в рамках своего визита в Брюссель посетил штаб-квартиру Альянса и встретился с генеральным секретарём НАТО Йенсем Столтенбергом.

#### Отношения с ЕС
13 января 2011 г. Ильхам Алиев и председатель Еврокомиссии Жозе Мануэль Баррозу подписали Совместную декларацию о поставке азербайджанского газа с месторождения «Шах Дениз 2» в Европу через Южно-газовый коридор (церемония закладки состоялась в 2014 году).
14 ноября 2016 года Совет ЕС утвердил мандат Еврокомиссии и Верховного Представителя ЕС на ведение переговоров с Республикой Азербайджан. 6 февраля Ильхам Алиев совершил визит в Брюссель, а 7 февраля начались переговоры.
4 октября 2017 года Ильхам Алиев принял делегацию во главе с председателем Комитета по политике и безопасности Совета Европейского Союза. 4 декабря того же года принял в Баку делегацию, возглавляемую специальным представителем Европейского Союза по Южному Кавказу Тойво Клааром.
25 ноября 2017 года президент Азербайджана по приглашению президента Совета ЕС Дональда Туска принял участие на саммите «Восточного Партнёрства». В июле 2019 года президент Совета ЕС Дональд Туск в рамках визита в Азербайджан также встретился с Ильхам Алиевым.

#### Совет Европы
12-13 октября 2004 года в Баку прибыла с визитом делегация во главе с министром иностранных дел Норвегии, председателем Комитета министров Совета Европы Ян Петерсоном. Делегация была принята Президентом Азербайджана Ильхамом Алиевым. Были обсуждены сотрудничества Азербайджана с Норвегией и с Советом Европы.
В рамках Бакинского процесса в Баку, 2-3 декабря 2008 года состоялась конференция министров культур государств-членов Совета Европы, темой которого выступал «Межкультурный диалог — основа мира и устойчивого развития Европы и соседних регионов».
В рамках рабочего визита Ильхама Алиева во Францию, 24 июня 2014 года президент в Страсбурге встретился с председателем Парламентской ассамблеи Совета Европы Анн Брассер; стороны обсудили текущее состояние и перспективы сотрудничества между Азербайджаном и Парламентской ассамблеей Совета Европы. В рамках визита также прошла встреча Ильхам Алиева с Генеральным секретарем Совета Европы Торнбьерном Ягландом. В тот же день состоялось выступление президента в Парламентской ассамблее Совета Европы.
5 мая 2017 года Президент Азербайджана Ильхам Алиев встретился с заместителем генерального секретаря Совета Европы (СЕ) Габриэлой Баттаини-Драгони. На встрече было обговорено сотрудничество между АР и СЕ.

### Отношения с Африкой
29 ноября 2016 года Ильхам Алиев принял делегацию во главе с министром международных отношений и сотрудничества Южно-Африканской Республики Маите Нкоана-Машабане. Стороны обсудили развитие сотрудничества между странами.
10 апреля 2017 года поручил Министерству по чрезвычайным ситуациям Азербайджана отправить в Джибути гуманитарную помощь, которая состояла из продуктов питания — сахар, чай, масло, мука, мучные продукты, питьевая вода. 80 тонн продуктов и 20 тонн питьевой воды было отправлено самолетом «Азербайджанской авиалинии».
21 декабря 2017 года встретился с муфтием Египта Шауки Ибрагимом Алламом. Было обсуждено значение международной конференции «2017 — Год исламской солидарности: межрелигиозный и межкультурный диалог», который в этот же день должен был пройти в Баку.
1 февраля 2018 года принял исполнительного директора Инициативы Smart Africa Хамадоуна Тоуре, членами которой являются 22 страны Aфрики. Темами обсуждения стали деятельности Инициативы, а также её будущее сотрудничество с Азербайджаном.

### Отношения с Азией
11 сентября 2008 года в Азербайджане побывал с официальным визитом Президент Республики Узбекистан Ислам Каримов и встретился с Ильхамом Алиевым. В рамках встречи были подписаны официальные документы в сфере охраны окружающей среды, сотрудничества в областях, связанных с информационно-коммуникационными технологиями и железнодорожным транспортом. 12 сентября президенты приняли участие в церемонии открытия в Баку памятника узбекскому поэту Алишер Навои.
28-29 июня 2009 года, впервые в Азербайджане с официальным визитом находились Президент Израиля, три министра и делегация в составе 50 деловых людей, в рамках которого с участием президента Азербайджана были подписаны два договора: первый предусматривал сотрудничество в сфере коммуникаций, а другой — в области образования, науки и технологий.
1 декабря 2014 года Ильхам Алиев встретился с Президентом Исламской Республики Афганистан Мохаммадом Ашрафом Гани, который находился в Баку с рабочим визитом. На встрече также присутствовал исполнительный глава Афганистана Абдулла Абдулла.
6 сентября 2017 года принял делегацию, возглавляемую заместителем председателя Национальной Ассамблеи Республики Корея Парк Джу-суном. На встрече стороны обменялись мнениями о напряженной ситуации на Корейском полуострове.
30 ноября того же года принял делегацию во главе с государственным министром Индии по иностранным делам Мобашаром Джаведом Акбаром, на встрече с которым была обсуждена предстоящей в Баку министерской конференции в рамках «Сердце Азии — Стамбульского процесса», а также перспективы двусторонних отношений.
1 декабря 2017 года в Баку состоялось открытие международной конференции «Сердце Азии», посвящённой региональному сотрудничеству в целях долговременной стабилизации ситуации в Афганистане. На открытие приняли участие и выступили президент Афганистана Мохаммад Ашраф Гани и президент Азербайджана Ильхам Алиев.
По инициативе президента Азербайджана 6 февраля, в рамках прошедшей в Пекине международной конференции подписан меморандум между ЗАО «Азербайджанские железные дороги» и Китайская корпорация по строительству дорог и мостов.
В апреле 2020 года Азербайджан направил в Узбекистан гуманитарную помощь — специальные медицинские принадлежности для борьбы с коронавирусом.
4 августа 2020 года в Бейруте произошёл взрыв, который стал причиной многочисленных жертв и разрушений. По поручению Президента Азербайджанской Республики Кабинет министров принял решение оказать финансовую помощь Ливанской Республике для ликвидации последствий трагедии в сумме 1 млн долларов США.

### Отношения с Исламскими государствами
8 июля 2004 года в рамках трехдневного официального визита Президента Исламской Республики Пакистан Парвиза Мушаррафа в Азербайджан состоялась встреча с Ильхамом Алиевым и были обсуждены перспективы развития отношений между двумя странами, а также подписаны межправительственные соглашения о борьбе с незаконным оборотом наркотических средств и психотропных веществ. Была подписана Совместная декларация между Азербайджанской Республикой и Исламской Республикой Пакистан.
18 сентября 2012 года состоялась церемония открытия новых залов парижского музея Лувр, посвященных исламскому искусству, на котором также приняли участие Ильхам Алиев и первая леди Азербайджана Мехрибан Алиева.
5 марта 2017 года в рамках трёхсторонней встречи между Азербайджаном, Ираном и Россией, Ильхам Алиев и Хасан Роухани подписали меморандум о взаимопонимании между железнодорожными компаниями. 19 июля того же года Ильхам Алиев подписал указ об утверждении этого меморандума о взаимопонимании между ЗАО «Азербайджанские железные дороги» и Иранскими железными дорогами по развитию железных дорог.
21 мая 2017 года Ильхам Алиев принял участие в Арабо-исламско-американском саммите в Эр-Рияде, столице Королевства Саудовская Аравия. На саммите наряду с другими главами исламских стран принимал участие и президент США Дональд Трамп. Саммит проходил под девизом «Вместе мы сильны».
1 ноября 2017 года Ильхам Алиев в рамках саммита глав государств Азербайджана, России и Ирана, прибыл с рабочим визитом в Исламскую Республику Иран, Тегеран.
В марте 2020 года по поручению президента правительство Азербайджанской Республики оказал помощь Исламской Республике Иран на гуманитарных основах в размере 5 миллионов долларов США в целях борьбы с инфекцией. 25 июня Азербайджан направил гуманитарную помощь медикаментами Афганистану по поводу COVID-19.

#### Отношения с ОИС
В декабре 2005 года в Мекке прошло чрезвычайное заседание Организации Исламского Сотрудничества, в котором Ильхам Алиев принял участие. В рамках визита президент Азербайджана провел встречи с премьер-министром Малайзии Абдуллой Ахмедом Бадави, президентом Пакистана Первезом Мушаррафом, полномочным представителем президента России в Федеральном Дальневосточном округе Камилем Исхаковым, генеральным секретарем ОИК Экмеледдином Ихсаноглу, председателем Великого национального собрания Турции Бюлендом Арынджем и др. официальными лицами.
В 2006 году, в Баку, с участием Ильхам Алиев начала работу 33 сессия министров иностранных дел стран-членов ОИК, на которой председательство в Организации перешло к Азербайджану.
14 апреля 2016 года в Стамбуле начал работу XIII Саммит Организации исламского сотрудничества (ОИС), где принял участие Ильхам Алиев.

### Отношения с Кавказскими странами
7 февраля 2007 года Грузия, Азербайджан и Турция подписали межправительственное соглашение о создании железнодорожного коридора Баку-Тбилиси-Карс. В этот же день в рамках своего визита в Грузию Ильхам Алиев принял участие на торжественном открытие проспекта имени Гейдара Алиева в центре грузинской столицы.
25 марта 2007 года состоялось торжественное открытие газопровода «Баку — Тбилиси — Эрзурум», на котором приняли участие главы Азербайджана, Грузии и Турции.
1 июля 2008 года принял участие на состоявшемся в Батуми саммите глав-государств Международной организации во имя демократии и экономического развития (ГУАМ). После заседания состоялась совместная конференция глав государств.
20 мая 2009 года принял в Баку президента Грузии. В рамках визита с участием президентов состоялась церемония подписания азербайджано-грузинских документов: протокол о внесении изменений в Соглашение между правительствами Азербайджанской Республики и Грузинской Республики о воздушном сообщении, протокол о внесении изменений в Соглашение, подписанное в 1996 году между правительствами Азербайджанской Республики и Грузии о свободной торговле, соглашение между правительствами Азербайджанской Республики и Грузии о сотрудничестве в сфере охраны интеллектуальной собственности.
21 августа 2017 года в связи с пожаром в Боржоми-Харагаульском национальном парке по распоряжению Ильхама Аилев Министерство по чрезвычайным ситуациям отправил в Грузию вертолет для тушения пожаров.
30 октября 2017 года состоялась официальная церемония открытия железнодорожной линии Баку-Тбилиси-Карс (БТК), на котором приняли участие президент Азербайджана Ильхам Алиев, Турции Реджеп Тайип Эрдоган и премьер-министр Грузии Георгий Квирикашвили.
22 декабря 2017 года принял министра финансов Грузии Мамуку Бахтадзе. Это первый визит министра, после назначения на новую должность. Были обсуждены сотрудничества во всех сферах, а также проект Баку-Тбилиси-Карс.
29 марта 2019 года в Вене при посредничестве сопредседателей Минской группы ОБСЕ (Игорь Попов (Россия), Стефан Висконти (Франция) и Эндрю Шофер (США) состоялась первая официальная встреча Президента Азербайджана и премьер-министра Армении Никол Пашиняна.